# Wilhelm Wechselmann
Wilhelm Wechselmann (* 31. Januar 1860 in Ratibor; † 19. Oktober 1942 in Berlin) war ein deutscher Dermatologe.

## Leben und Beruf
Wilhelm Wechselmann war der Sohn von Isidor Wechselmann und Amalie geb. Landsberger. Seine Familie war jüdischer Konfession. Wechselmann studierte an der Julius-Maximilians-Universität Würzburg, der Universität Leipzig und der Ludwig-Maximilians-Universität München Medizin. 1882 wurde er in München zum Dr. med. promoviert. Er arbeitete als Assistenzarzt am Stadtkrankenhaus in Schwerin, an der Rostocker Chirurgischen Universitätsklinik und der Frauenklinik in Dresden. Anschließend betrieb er eine Arztpraxis in Schwerin und Berlin. Er spezialisierte sich im Fach Dermatologie und wurde 1904 Leiter der Station für Geschlechtskrankheiten im Obdach der Stadt Berlin. Von 1906 bis 1925 war er Direktor der Dermatologischen Abteilung am Rudolf-Virchow-Krankenhaus. 1913 wurde er zum Titularprofessor ernannt.
Mit Paul Ehrlich arbeitete er als einer der Ersten an der Salvarsanbehandlung der Syphilis. Sein Werk Die Behandlung der Syphilis mit Dioxydiamidoarsenobenzol wurde mehrfach übersetzt.
Wechselmann war seit 1888 mit Cornelia Alexander (1862–1935), gebürtig aus New York City verheiratet. Er erlag 1942 in seiner Wohnung in der Lützowstraße 72 in Berlin-Tiergarten seinem Herzleiden.
Zu seinen und den Kritikern der Salvarsantherapie gehörte vor allem der Dermatologe Heinrich Dreuw.

## Schriften
- Ueber örtliche und allgemeine Ueberempfindlichkeit bei der Anwendung von Dioxydiamidoarsenobenzol (Ehrlich 606). In: Berliner klinische Wochenschrift. Band 47, 1910, S. 2133–2137.
- Die Behandlung der Syphilis mit Dioxydiamidoarsenobenzol „Ehrlich-Hata 606“. 2 Bände. Coblentz, Berlin 1911.
- Pathogenese der Salvarsantodesfälle. Urban & Schwarzenberg, Berlin/Wien 1913.